# Dragon Throne: Battle of the Red Cliffs
Dragon Throne: Battle of Red Cliffs (pol. Tron Smoka: Bitwa o Czerwone Klify) – gra strategiczna czasu rzeczywistego, przenosząca gracza do starożytnych Chin w Epoce Trzech Królestw. Gra powstała na podstawie Kroniki Trzech Królestw.

## Tryby gry

### Szkolenie
W tym trybie, zostają omówione podstawowe zasady gry: jak rozwinąć gospodarkę w mieście i stworzyć armię. Następnie, z gotową armią, należy zdobyć sąsiednie, słabo bronione miasto wroga.

### Kampania
Gra udostępnia trzy kampanie: Liu Bei, gdzie wcielamy się w postać cesarza królestwa Shu; Sun Quan, gdzie dowodzimy armią Wu oraz Cao Cao, gdzie stajemy się generałem armii Wei. Kampania oferuje szereg misji o zróżnicowanym poziomie trudności. W większości z nich, zadanie gracza polega na podbiciu miasta wroga lub zniszczenia wrogiej armii. Zdarzają się też przypadki, że posiadając bardzo małą grupkę żołnierzy, należy uratować jedną osobę przed śmiercią z rąk dużej armii, poprzez ucieczkę do ustalonego punktu na mapie.

### Potyczka
Gra wolna, w której jedynym celem jest zawiązanie pokoju z wszystkimi przeciwnikami lub pokonanie ich. Przed uruchomieniem gry, należy wybrać mapę, na której będzie toczyła się walka oraz zmienić zasady gry.

### Gra wieloosobowa
Zasady takie same, jak w potyczce, konkuruje się jednak z żywymi osobami (można włączyć także graczy komputerowych).